# Carl Pedersen (ginnasta)
Carl Julius Pedersen (Rø, 25 luglio 1883 – Frederiksberg, 18 agosto 1971) è stato un ginnasta danese.

## Palmarès

### Olimpiadi
- 1 medaglia:
  - 1 bronzo (Stoccolma 1912 nel concorso libero a squadre)